# Eastman (condado de Crawford, Wisconsin)
Eastman es un pueblo ubicado en el condado de Crawford en el estado estadounidense de Wisconsin. En el Censo de 2010 tenía una población de 739 habitantes y una densidad poblacional de 3,93 personas por km².

## Geografía
Eastman se encuentra ubicado en las coordenadas 43°11′7″N 90°57′42″O / 43.18528, -90.96167. Según la Oficina del Censo de los Estados Unidos, Eastman tiene una superficie total de 188.01 km², de la cual 184.57 km² corresponden a tierra firme y (1.83%) 3.44 km² es agua.

## Demografía
Según el censo de 2010, había 739 personas residiendo en Eastman. La densidad de población era de 3,93 hab./km². De los 739 habitantes, Eastman estaba compuesto por el 99.05% blancos, el 0% eran afroamericanos, el 0.14% eran amerindios, el 0.14% eran asiáticos, el 0% eran isleños del Pacífico, el 0.14% eran de otras razas y el 0.54% pertenecían a dos o más razas. Del total de la población el 0.81% eran hispanos o latinos de cualquier raza.